# Flash animáció
A Flash-animáció olyan animációs film, melyet Adobe Flash vagy hasonló animációs szoftverrel készítenek, és gyakran SWF fájlformátumban terjesztenek. A Flash-animáció kifejezés magára a fájlformátumra és az annak elkészítésére használt közegre is utal. A Flash-animáció több tucat televíziós sorozatnak, számtalan televíziós reklámnak és több díjnyertes internetes rövidfilmnek hála a reneszánszát éli.
Számos Flash-animációs művész az 1990-es évek végén, amikor a legtöbb internetelérés sávszélessége még csak 56 kbit/s volt, a korlátozott vagy a kivágásos animáció technikákhoz fordult, amikor internetes terjesztésre szánt projekteken dolgozott. Ezekkel a művészeknek lehetősége nyílt, hogy a rövidfilmjeik és interaktív élményeik mérete jóval 1 MB alatt legyen, még jó minőségű hang és animáció mellett is.
A Flashben lehetőség nyílik integrálni bitmapeket és egyéb raszteralapú rajzokat és videókat, bár a legtöbb Flash-filmet kizárólag vektoralapú rajzokból állítják össze, ami gyakran némileg letisztult grafikai megjelenéshez vezet. A rosszul készített Flash-animációk ismérvei a szaggatott mozgásciklusok, a szereplők automatikusan készített mozgásátmenetei, az interpoláció nélküli szájszinkron, illetve az elöl- és a profilnézet közötti hirtelen váltások.
A Flash-animációkat tipikusan a világhálón keresztül terjesztik, ezért gyakran internetes rajzfilmeknek is hívják őket. Az internetes Flash-animációk interaktívak is lehetnek, illetve gyakran sorozatban készülnek. A Flash-animációkat az különbözteti meg a webképregényektől, hogy utóbbiak nem animált rajzfilmek, hanem az interneten keresztül terjesztett képregények. A Flash-animációt számos egyesült királyságbeli iskolában tanítják.